# Atelopus pulcher
Atelopus pulcher är en groddjursart som beskrevs av George Albert Boulenger 1882. Atelopus pulcher ingår i släktet Atelopus och familjen paddor. IUCN kategoriserar arten globalt som akut hotad. Inga underarter finns listade.

## Bildgalleri

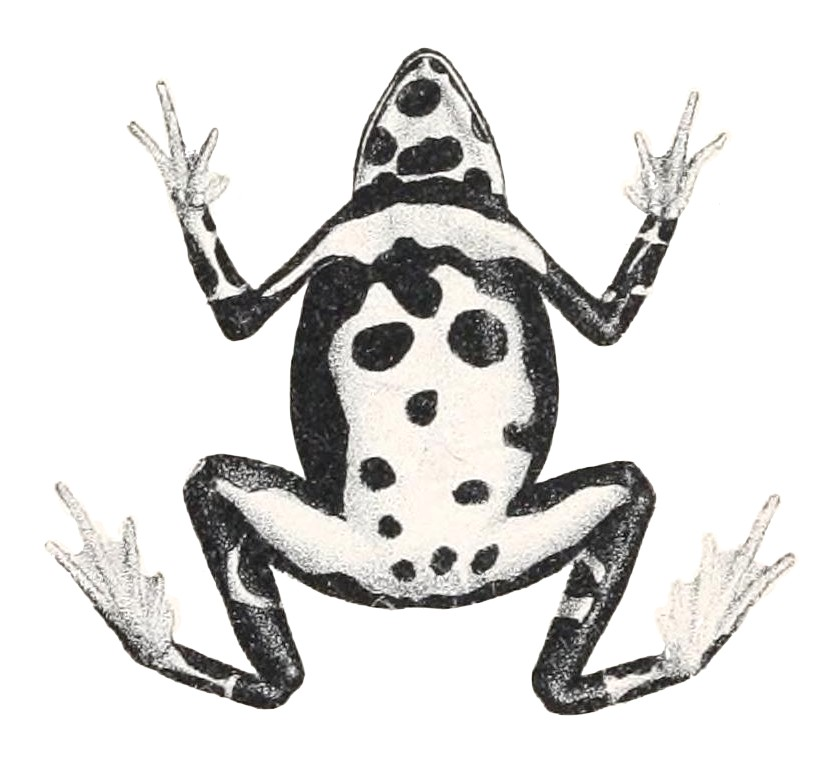